# Marché Mboppi
Pour les articles homonymes, voir Mboppi.
Le marché Mboppi se situe à Douala, la capitale économique du Cameroun. Il est l'un des plus grands marchés à ciel ouvert d'Afrique Centrale.

## Présentation
Le nom du marché vient du quartier et du cours d'eau, le Mboppi (cours d'eau), qui passe à proximité. C'est un marché non construit, dont les étals, comptoirs et boutiques ont été réalisés et restent la propriété des vendeurs. L'espace qu'occupe le marché est détenu et géré par la ville.

### Localisation et infrastructures
Le marché se situe de l'autre côté de la station de dépôt SCDP des produits pétroliers et hydrocarbures du Cameroun. Le marché en est séparé par les voies de chemins de fer venant de la Gare de Bessengué. Il se trouve aussi au bord du boulevard qui relie les quartiers Ndokoti et son carrefour au centre commercial de la ville de Douala qui est à Akwa. Un poste de police destiné à la sécurité dans le marché et alentours y est installé . Régulièrement, des incendies ravagent le marché,,.

#### Un marché de gros
Le marché est organisé en zones.
Il possède plusieurs magasins qui offrent surtout de la vente en gros,.